# Siège d'Utrecht (1345)
Le siège d'Utrecht de 1345, ou comme il est souvent désigné dans les vieilles chroniques comme le siège sur la ville la plus septentrionale des Pays-Bas du Nord, a eu lieu du 8 juin au 22 juillet 1345. Guillaume IV de Hollande voulait soumettre à l'autorité du comté de Hollande, le diocèse d'Utrecht alors sous l'évêque Jean d'Arckel.

## Contexte
Selon d'anciennes descriptions de chroniques, Guillaume IV de Hollande a du commencer à se préparer au siège d'Utrecht à partir de 1342. L'une des raisons du siège pourrait s'expliquer par divers conflits survenus sur la route commerciale sur la rivière Vecht et la région de Vreeland, où le diocèse a collecté pour son propre intérêt des fonds au moyen de péages. Une autre raison du siège pourrait avoir pour origine que le diocèse avait expulsé le parti pro-hollandais de la ville ainsi que des émissaires.
Mais ce qui était le plus probable, c'est l'administration politique de Jean d'Arkel. Jean devait en partie son siège d'évêque au comte Guillaume IV. Ce dernier aurait préféré voir l'évêque se comporter comme une sorte de subalterne envers lui.

## Siège
Le siège a commencé par une bataille à Marendijck, située entre Utrecht et Montfoort, dans laquelle les Hollandais ont remporté une victoire. Ils ont ensuite poursuivi sur Meerndijk (aujourd'hui De Meern), où ils ont débarqué puis se sont approchés de la ville d'Utrecht. Il n'y a pas eu de précipitation, en partie parce que les portes de la ville étaient fermées et que la majeure partie de la ville était protégée par un canal inondé. Robert d'Arkel (1320-1347), le frère de l'évêque, était responsable d'Utrecht au moment de l'arrivée des Hollandais, tandis que l'évêque, Jean d'Arkel, était toujours à Grenoble (certaines sources affirment plutôt Avignon). Robert était responsable des 30 000 habitants de la ville. Le comte Guillaume a élu domicile dans une maison de l'Ordre Teutonique, à l'extérieur du côté ouest de la ville, dans une plaine connue sous le nom de "Ringborg".
Après une première attaque infructueuse de chevaliers, le comte fit installer treize engins de siège et leur fit pilonner divers endroits de la ville. Après quelques jours de cette préparation, le comte a pris un bateau au milieu de la nuit pour mesurer la profondeur du canal. Durant cette opération, une flèche tirée des murs de la ville et l'a touché au pied.
Le chef des assiégés a pris contact avec l'oncle de Guillaume, le comte Jean de Beaumont, qui, le 7 juillet, s'était présenté aux côtés de son cousin Guillaume IV, accompagné de 220 hommes, pour l'amener à la reddition.
L'évêque Jean d'Arkel ayant appris la nouvelle du siège sur sa ville, s'en retourna de toute urgence vers son Sticht. Enfin, le 21 juillet, Robert d'Arkel a offert l'accès à la ville au comte hollandais. Les citoyens avaient eu peur d'un assaut imminent et incontrôlable mais aussi, des pénuries alimentaires dues au siège.

## Conséquences
Après la capitulation de la ville, Guillaume IV a exigé que quatre cents civils viennent pieds nus pour demander pardon. Cette exigence a été exécutée sans aucune récrimination, la procession s'étirant depuis les portes de la ville jusqu'à lui.

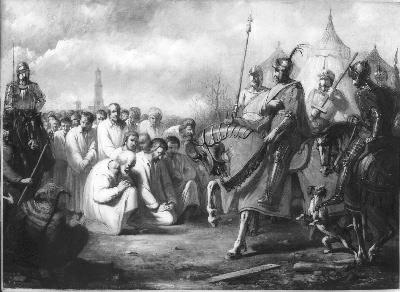
Les 400 citoyens implorent Guillaume IV à la paix, peinture de Jacobus van Dijck (1860).

La ville et le Sticht s'engageait également à signer une nouvelle proposition de paix dès le retour de France de l'évêque Jean d'Arkel. Entre-temps, Guillaume IV quitta la Hollande pour Amsterdam puis Enkhuizen pour atteindre sa prochaine destination, subjuguant à nouveau les Frisons, qui s'étaient cette fois violemment rebellés à Stavoren. En raison de la violente tempête sur la Zuiderzee, la flottille des navires du comte s'était éparpillée cassant l'organisation de son opération. Le comte a débarqué avec une troupe réduite et rapidement engagé, a été mortellement vaincu à la bataille de Warns.
Jean d'Arkel, qui était revenu peu de temps après la mort de Guillaume IV, ayant alors appris la nouvelle de sa disparition dans les terres frisonnes, a décidé de poursuivre sa politique expansionniste antérieure. Cela a abouti à des mesures de rétorsion envers IJsselstein, que le comte récemment décédé avait soutenu. En 1349, cela a conduit au siège de cette cité.
Ce dernier, avec le siège de Delft (nl) de 1359, sont considérés comme les deux plus grands sièges du XIVe siècle aux Pays-Bas.